# سایوز تی‌ام‌ای-۶ام
سایوز-تی‌ام‌ای-۶ام (به روسی: Союз )(به معنای اتحاد) یک مأموریت سرنشین دار سازمان ملی فضانوردی روسیه به سمت ایستگاه فضایی بین‌المللی محسوب می‌شود.

همچنین فضاپیمای این مأموریت وظیفه ارسال و بازگرداندن تعدادی از فضانوردان گروه اعزامی ۳۳ و گروه اعزامی ۳۴ را نیز بر عهده داشت.

## خدمه مأموریت
| نام           | ملیت                | تعداد پرواز | نقش عملیاتی | تصویر |
| اولگ نویتسکی  | روسیه               | ۱           | فرمانده     |       |
| اوگنی تارلکین | روسیه               | ۱           | مهندس پرواز |       |
| کوین ای. فورد | ایالات متحده آمریکا | ۲           | مهندس پرواز |       |

## نگارخانه

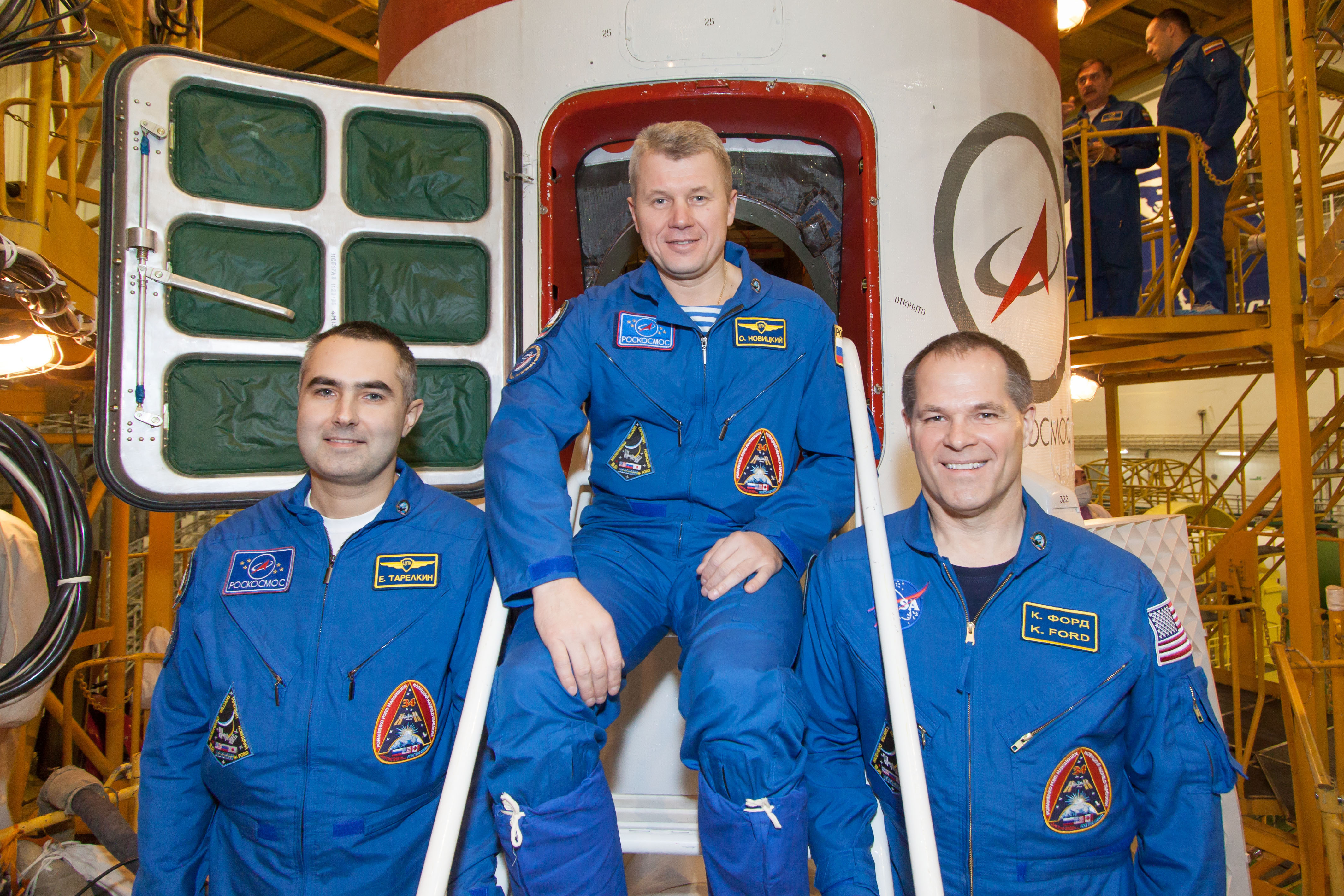
فضانوردان اصلی تی‌ام‌ای-۶ام
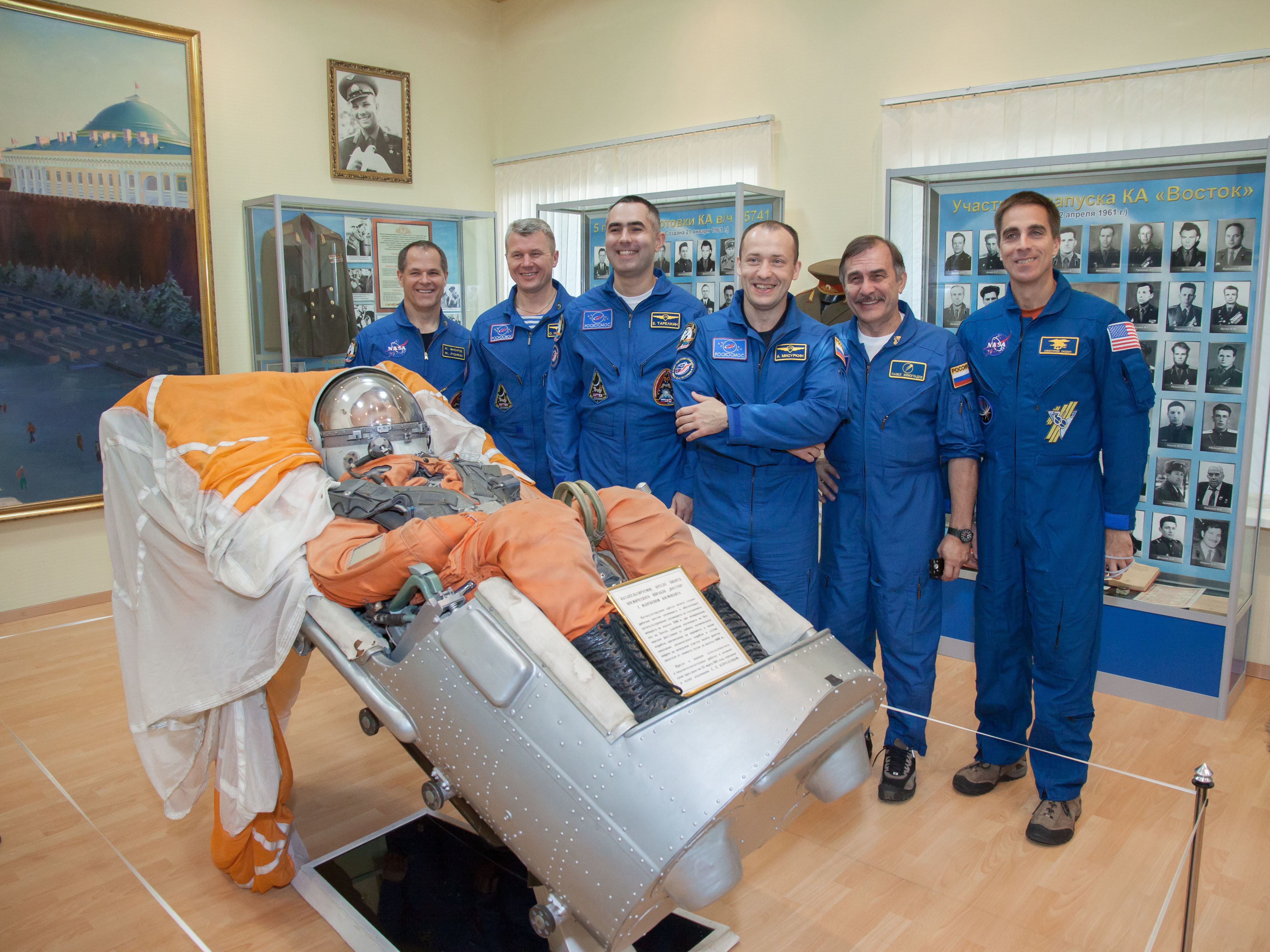
فضانوردان اصلی و پشتیبان تی‌ام‌ای-۶ام
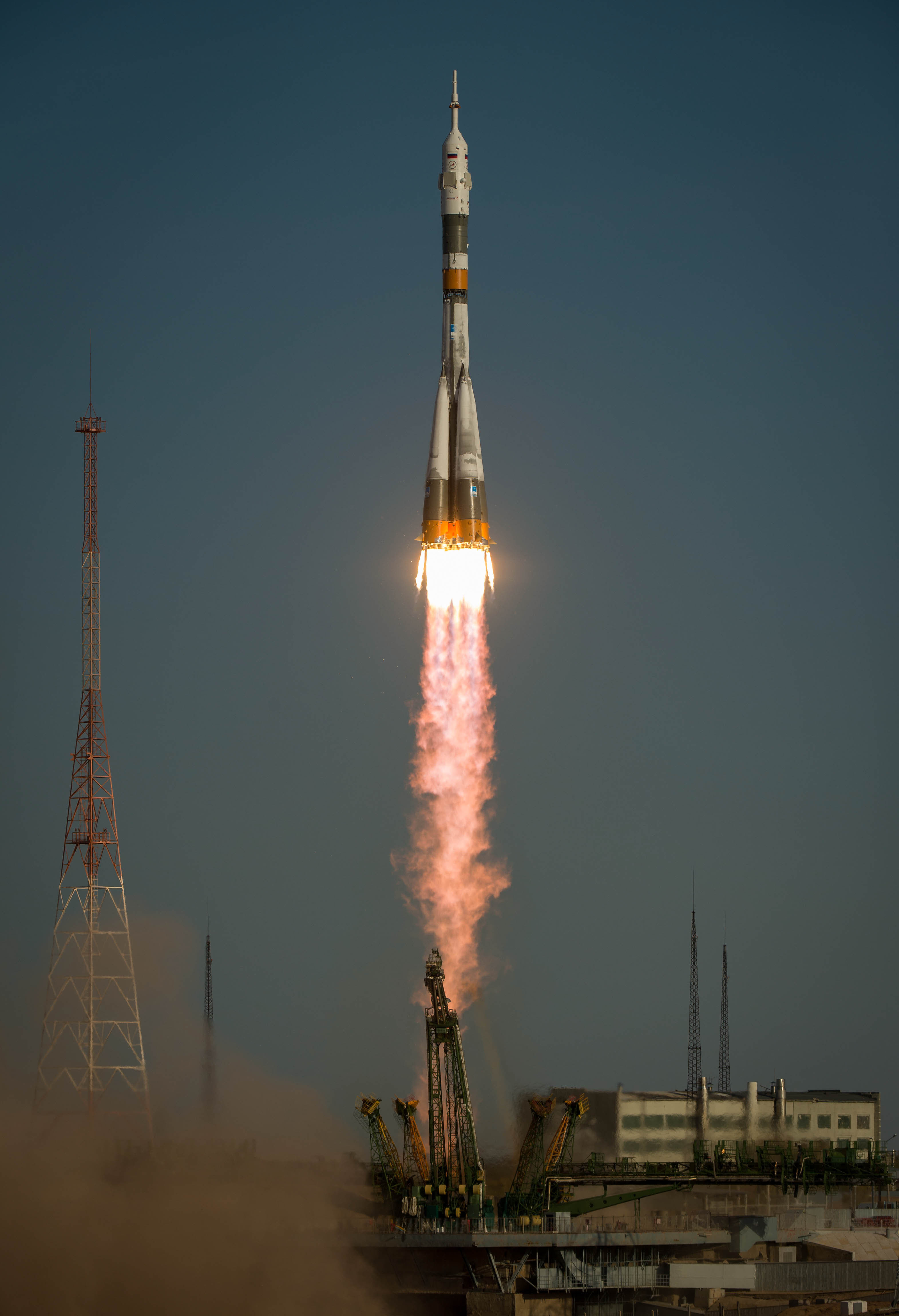
پرتاب تی‌ام‌ای-۶ام
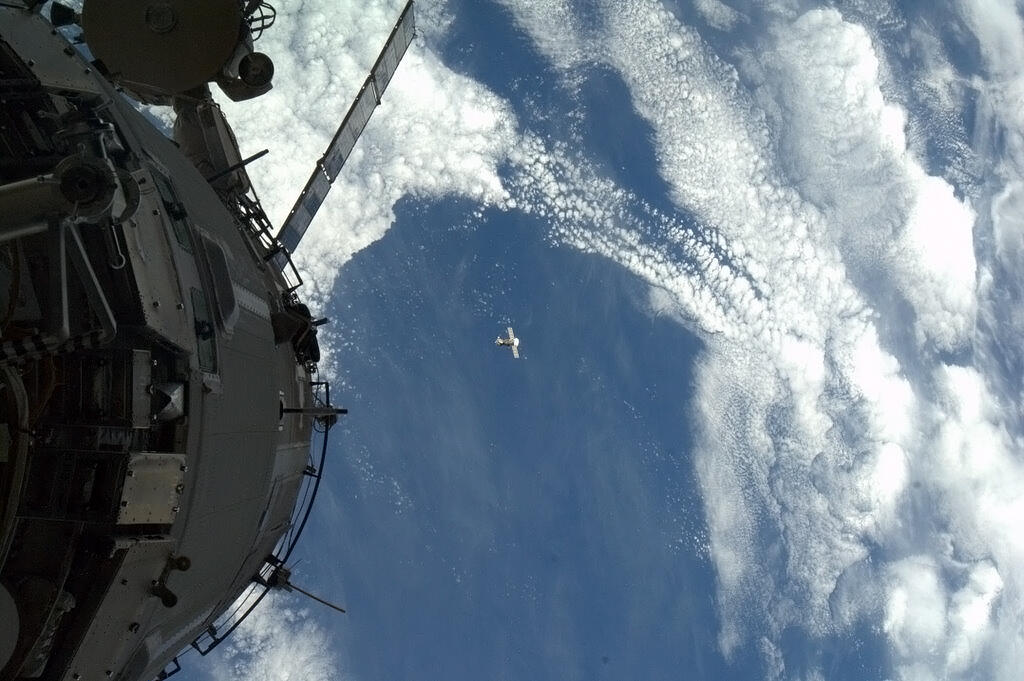
تی‌ام‌ای-۶ام در راه بازگشت به زمین
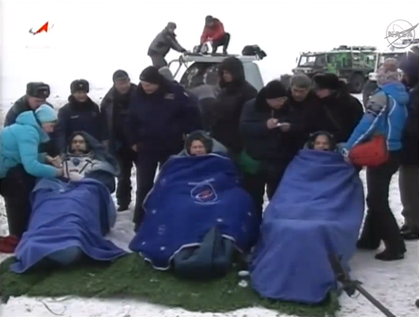
فرود تی‌ام‌ای-۶ام
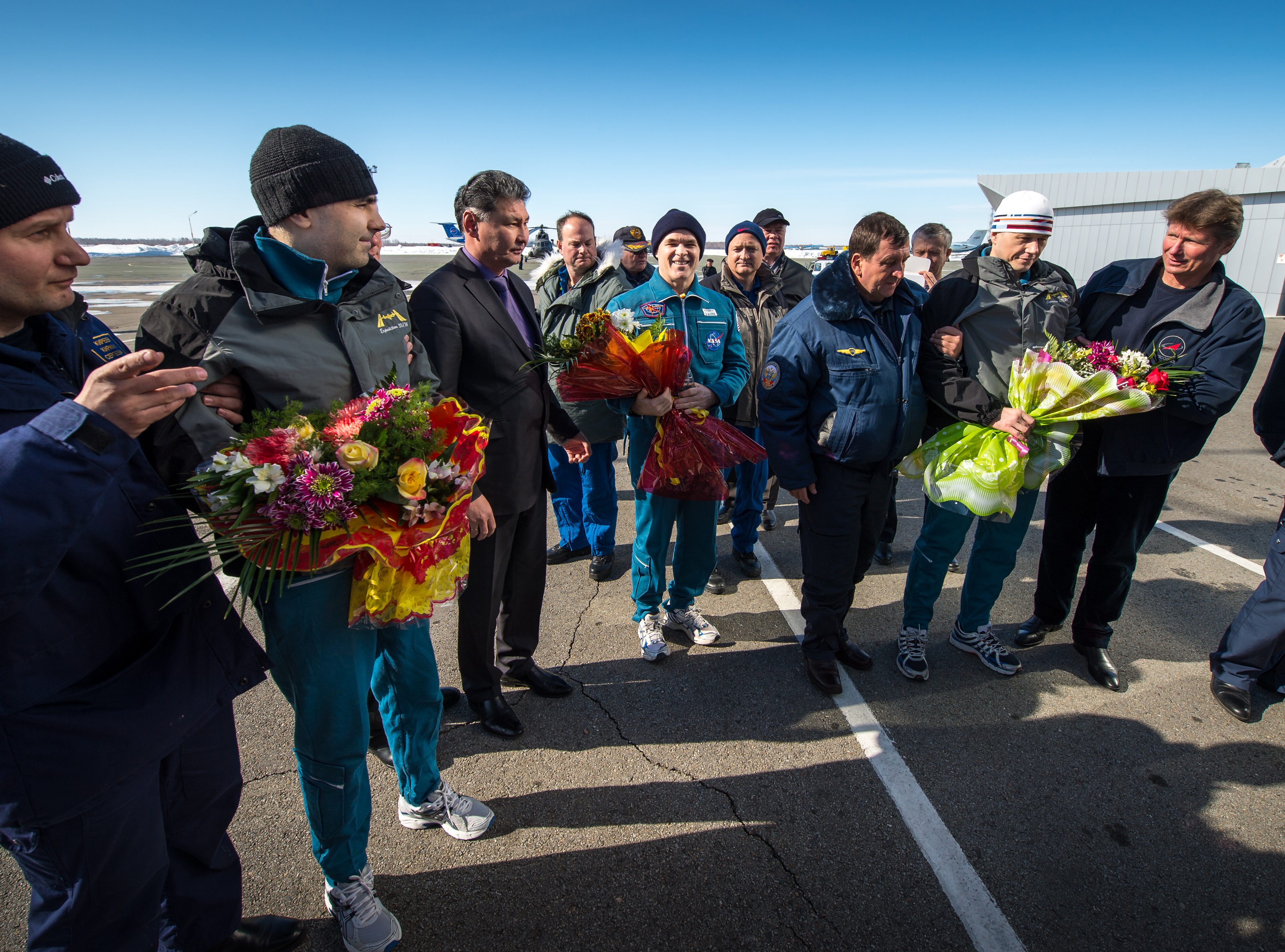
فضانوردان تی‌ام‌ای-۶ام پس از فرود